# Línea del Alto Miño
La Línea del Alto Miño habría sido un ferrocarril que uniese la ciudad de Braga a Monçao, en Portugal, sirviendo el Miño interior.

## Historia

### Antecedentes
La primera planificación para la construcción de la línea férrea fue el proyecto inicial de la Línea del Miño, en ancho ibérico, que tuvo siempre como objetivos unir Porto, Braga y España. No obstante, el trayecto de Braga a Monção se reveló costoso, en la perspectiva del gobierno, debido a la construcción de dos túneles, el túnel de Portela do Vade y el túnel de la Portela do Alvito. En este proyecto se aseguró que la estación fronteriza sería en Monção, uniendo a la localidad de Salvatierra de Miño en España. En 1889 fue propuesto un nuevo proyecto en ancho métrico que uniría Braga a Monção, considerablemente más barato, haciendo parte del proyecto ferroviario bracarense. Un año después el Ingeniero Justino Teixeira presenta un segundo proyecto con la variante de unir la Villa de Amares. Ambos proyectos, aunque aceptados por el gobierno, no llegaron a término.
A finales del siglo XIX, surgió un proyecto para unir Braga a Chaves por el Río Cávado, que, a pesar del apoyo popular, se comprobó que era imposible de concretar, desde el punto de vista técnico, siendo excluido por la comisión técnica del Plan de la Red Complementario al Norte del Mondego.
En la transición al siglo XX, también existía un proyecto para continuar la Línea del Miño, entonces con término en Valença, hasta Monção y Melgaço, con los carriles en el lecho de la ruta, o en vía propia. El proyecto para el Camino de Hierro de Valena a Monsão llegó a ser producido, según la orientación de Justino Teixeira, pero, debido a la falta de recursos financieros, la construcción no llegó a ser iniciada; en caso de que fuese concluida, sería, junto con la línea de Braga a Monção, parte de la red ferroviaria del Miño. El 14 de marzo de 1902, el gobierno autorizó el alargamiento del plazo para la finalización de la construcción de este ferrocarril para el 29 de marzo de 1903, como había sido requerido por los concesionarios, António José da Silva y José António Duro.

### Planificación y apertura del concurso
En el Plan de la Red Complementario al Norte del Mondego, producido en 1898, y aprobado por un decreto del 15 de febrero de 1900, se encontraban proyectadas tres conexiones, para servir a la región del Miño: La Línea de Guimarães a Braga, con 20 kilómetros de extensión, la Línea del Alto Miño, entre Braga y Monsão, con 83 kilómetros de longitud, y la Línea del Vale do Lima, entre Viana do Castelo y Ponte da Barca, con 45 kilómetros. Este último ferrocarril podría ser, también, alargado hasta la frontera, junto a Lindoso. Debido a la riqueza económica y elevada densidad poblacional de que la región gozaba en aquel momento, se decidió que no sería necesario construir estas líneas directamente por el estado, debiendo ser concesionadas a la iniciativa privada.
Así, el 27 de abril de 1903, el Ministro de Obras Públicas, Conde de Paçô-Vieira, publicó las bases para el concurso de construcción y explotación de estas tres líneas; la Línea del Alto Miño debería salir de la Estación de Braga, y terminar en Monção, pasando por Puente da Barca, donde se juntaría a la Línea del Valle del Lima, y por Arcos de Valdevez. Las Líneas de Guimarães a Braga y del Alto Miño debían ser ambas en vía métrica, y constituir un solo grupo, con una concesión única, siendo una línea la continuación de la otra. Entre otros beneficios, estaba incluido el transporte gratuito, en los Ferrocarriles del Estado, de los materiales de construcción, varios subsidios municipales y distritales, y exención de derechos de importación de los materiales de construcción y del material circulante. Los proyectos para los tramos entre Guimarães, Braga y Arcos de Valdevez deberían estar presentados dentro de 9 meses al gobierno, para valoración, mientras que, en el tramo de Arcos a Monção, este plazo fue alargado a un año. La construcción debería comenzar en tres meses después la aprobación de los proyectos, y estar terminada en un plazo de 3 años, en el tramo de Guimarães a Arcos, y en 6 en el tramo siguiente. El programa fue publicado el 6 de mayo, siendo el concurso marcado para el 19 de agosto.
No obstante, no surgieron licitantes, por lo que el ministro de las Obras Públicas pidió, en septiembre, la organización de un nuevo concurso, que fue aprobado por el Gobierno; el nuevo concurso fue marcado para el 28 de noviembre del mismo año.
La concesión de esta línea, conjuntamente con la Línea de Braga a Guimarães y la Línea de Lima, fue entregada a Temple George Blackwood. Pero hubo mucha polémica en torno a esta empresa, y nunca pasó del asentamiento de la Línea de Lima.
Aunque el total de las tres líneas sumasen cerca de 158 kilómetros, solo se garantizó una extensión de 150 kilómetros en garantía de juro, que era del 5% sobre 19.999$00 por kilómetro, con un límite del 3% para el desembolso del Estado; por otro lado, una de las condiciones era la construcción de un puente rodoferroviário sobre el Río Lima en Lanheses, que se preveía que sería bastante extensa y costosa.
No obstante, debido a complicaciones burocráticas y políticas, el proyecto fue suspendido en 1904; al año siguiente, se ordenó que fuesen retomados los estudios para la construcción de esta línea.
En 1908, fue preparada la fusión entre Temple George Blackwood y las Compañías de Porto a Póvoa y Famalicão y de Guimarães. De esta forma, fueron publicadas, en una ley del 20 de junio de 1912, las reglas para la fusión entre las Compañías de la de Póvoa y de Guimarães y la empresa que poseía la concesión para las Líneas del Alto Miño, de Braga a Guimarães, y de Viana a Ponte da Barca; este documento estableció que el proceso solo sería autorizado si la vía en la Línea de Póvoa fuese alterada a ancho métrico, y fuese construida una conexión ferroviaria, también con ancho de un metro, entre la estación de Mindelo, en esta Línea, y Lousado, en la Línea de Guimarães. Después de la fusión, sería elaborado un nuevo contrato, con una duración de 80 años, en el cual la empresa que resultase de la fusión sería responsable de explotar las líneas ya existentes, y construir aquellas que estuviesen proyectadas.
Pasó toda la Línea de Lima al margen derecho del Río, siendo la empresa constructora obligada a construir un puente carretera para cuando dispusiese de un rendimiento líquido más sólido.
Estas nuevas condiciones continuaban sin ser muy favorables, pero ya hacían viable la construcción del proyecto; no obstante, el llegar de la Primera Guerra Mundial complicó significativamente la situación financiera, poniendo en riesgo la continuación de esta empresa. También así, la empresa concesionaria demostró su empeño, habiéndose realizado un depósito de 50 mil escudos, y ordenado la elaboración de los proyectos para las tres líneas, que fueron ejecutados por el ingeniero Vasconcelos y Sá. Se pidió una actualización de las tasas de intereses, que también se situaban en valores anteriores a la guerra, y que, por ello, se habían vuelto casi insignificantes, y se procuró aprovechar el lecho de las rutas para construir parte de los tramos, como la conexión entre Arcos y Monção, donde las vías viarias eran largas y de poco movimiento.
El proyecto estaba dividido en dos fases, Braga a Arcos de Valdevez y Arcos de Valdevez a Monção. La primera fase estaba dividida en tres fases, de Braga a Vila Verde, Vila Verde a Portela do Vade, y Portela do Vade hasta Arcos de Valdevez.

### Fin del proyecto
No obstante, se levantaron fuertes reclamaciones contra la empresa, siendo acusada de intentar burlar a la región del Alto Miño, por intentar recoger los recursos para el proyecto, durante la crisis económica resultante de la Primera Guerra Mundial. El 20 de febrero de 1920 y el 7 de agosto de 1923, la Junta Consultiva de Ferrocarriles emitió pareceres, reiterando la idea de unir toda la red secundaria en el Miño en una solo empresa, como forma de mejorar su gestión y reducir los costos inherentes a tres concesiones distintas. En 1924, la concesión fue considerada como desfasada, con pérdida de depósito, a pesar de esto contraviniese directamente la ley de 1912, que dictó que los plazos de la concesión solo podrían ser contados a partir de la elaboración del contrato, que nunca llegó a ser elaborado por el Estado.
Ya a finales del siglo XX e inicio del siglo XXI, las primeras obras del trazado de la línea de alta velocidad entre Porto, Braga y Vigo (España), coincidían parcialmente con el primer trayecto de la línea del Miño. La versión final, en el estudio de impacto ambiental de Braga a España, era un trayecto más próximo a la autopista A3, pasando por Puente de Lima y terminando en Valença.